# Baltic Pride

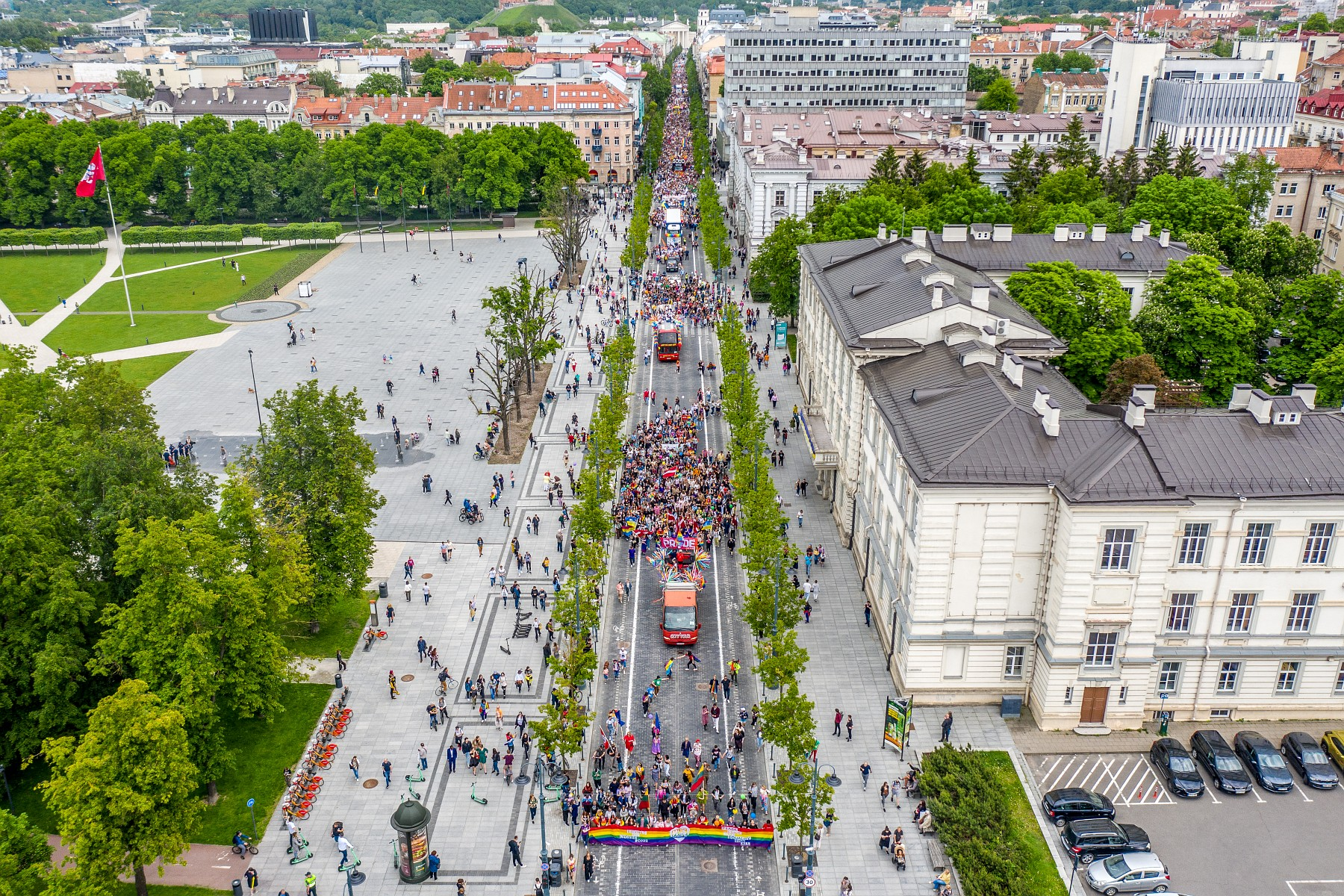
Baltic Pride 2022 (Vilnius)

Baltic Pride je LGBT festival hrdosti konající se každý rok v jiném hlavním městě baltských států: Tallinnu, Rize a Vilniusu. Smyslem jeho konání je zlepšování kvality tolerance a práv tamních LGBT komunit. Podpory se mu dostává od ILGA-Europe. Od r. 2009 jsou jeho hlavními pořadateli Mozaīka, Litevská gay liga a Estonská LGBT asociace.

## Historie

### Lotyšsko
První lotyšský festival hrdosti se konal v r. 2005 pod názvem Riga Pride jako lokální ekvivalent jiných akcí podobného typu po celém světě. Politická opozice této události se objevila poté, co její organizátoři získali povolení k uspořádání. Lotyšský premiér Aigars Kalvītis se proti ní veřejně vymezil a následně došlo kvůli soudnímu zrušení úředního souhlasu k jejímu sankciování. Místostarosta Rigy Juris Lujāns na protest proti festivalu rezignoval.
Po veřejných anti-gay manifestacích, k nimž došlo při konání prvního festivalu v r. 2005, se někteří členové LGBT komunity, jejích přátelé a rodinní příslušníci sjednotili do organizace Mozaīka (Mosaic) se snahou o získání většího porozumění a tolerance LGBT práv v Lotyšsku.
Od r. 2006 je celá akce oficiálně známá pod jménem Riga Pride and Friendship Days s bohatým program zahrnujícím také služby ekumenických církví v Kostele svatého spasitele v Rize a semináře na podporu LGBT práv a přijetí. Během konání došlo k potyčkám s odpůrci z řad iniciativy "No Pride" a dalšími. Evropský parlament vyjádřil zklamání nad shleáním lotyšských autorit při ochraně účastníků festivalu.
V nadcházejících letech 2007 a 2008 se tato událost konala v Rize znova.
V r. 2009 bylo právo na konání pochodu potvrzené Správním soudem v Rize. Ten už nesl název Batic Pride, čímž se zahájil systém rotujících festivalů napříč jednotlivými hlavními městy baltských států za spolupráce Litevské gay ligy, Estonské LGBT asociace (do r. 2012 známé jako Estonská gay mládež) a dalšími.
Baltic Pride 2012 se zúčastnilo 400 podporovatelů LGBT práv v Lotyšsku, včetně několika amerických diplomatů.
V r. 2015 se v Rize konal panevropský festival Europride jako první událost tohoto typu v postsovětské zemi.

#### Opozice
Během let svého konání se událost stala terčem protestů. V r. 2006 se zastupitelstvo Rigy poprové pokusilo zrušit povolení pro konání gay pride. První pride byla v r. 2005 taktéž předmětem politických debat.
I Lotyšská LGBT komunita je názorově na tuto akci rozdělená. Ve výzkumu ILGA-Latvia se z 537 LGBT respondentů vyjádřilo 82 % proti konání Riga Pride and Friendship Days 2007, zatímco 7 % ji vnímalo jako podporu tolerance sexuálních menšin. Nicméně ILGA-Latvija postupem času své odmítavé stanovisko změnila a nyní Riga Pride and Friendship Days podporuje.

### Litva
Festival se konal ve Vilniusu v letech 2010 a 2013. V r. 2010 se konalo o první pochod gay hrdosti v Litvě. V r. 2013 se snažil vilniuský starosta změnit místo jeho konání k povodí řeky, kde se konal v r. 2010, aby nebyl příliš viditelný. Oba správní soudy rozhodly v jeho neprospěch s odvoláním se na fakt, že Baltic Pride má status veřejné demonstrace, a tudíž je nemístné, aby se musel konat mimo veřejná prostranství.
18. června 2016 se pochodu Baltic Pride konaného v centru Vilniusu zúčastnilo přes 3 000 příslušníků LGBT komunity a jejích podporovatelů. Při jeho průběhu nedošlo k žádným závažným incidentům. Trasa vedla z Náměstí Lukiškių do Zahrady Bernardine a činila 2,3 kilometrů.
Tématem Baltic Pride bylo téma boje s diskriminací přijetím zákona proti anti-gay propagandě a podpora veřejné diskuse na téma registrovaného partnerství v Litvě.
Vilniuský starosta Remigijus Šimašius z Liberálního hnutí řekl, že proti konání pochodu nic nemá.
Po skončení pochodu se účastníci shromáždili v továrně umění Loftas, kde se konal závěrečný koncert Baltic Pride Park, na němž účinkovali Dana International, DJ Leomeo, LaDiva Live, Maria Sam Katseva, Donny Montell, Ruslanas Kirilkinas a Sasha Song.
Hostitelem Baltic Pride 2017 se stalo estonské hlavní město Tallinn.

### Estonsko
První pochod hrdosti se v Tallinnu konal v r. 2004. Město pořádalo Baltic Pride v letech 2011 a 2014.

## Mezinárodní podpora
Kromě ILGA-Europe je festival konzistentně podporován dalšími LGBT organizacemi v sousedních zemích, zejména švédské RSFL a Amnesty International.